# California Zephyr

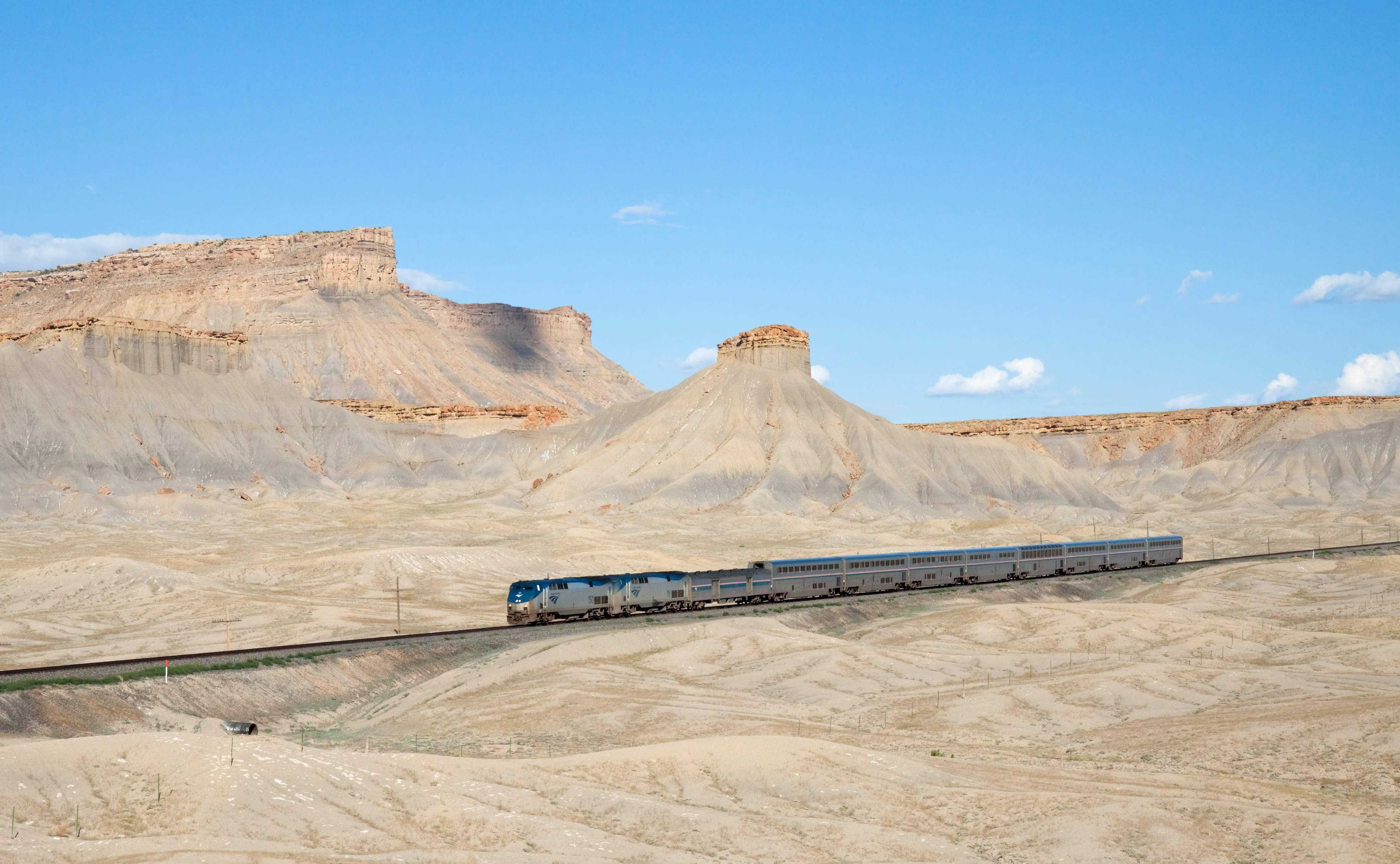
Pociąg na tle klifów w Utah

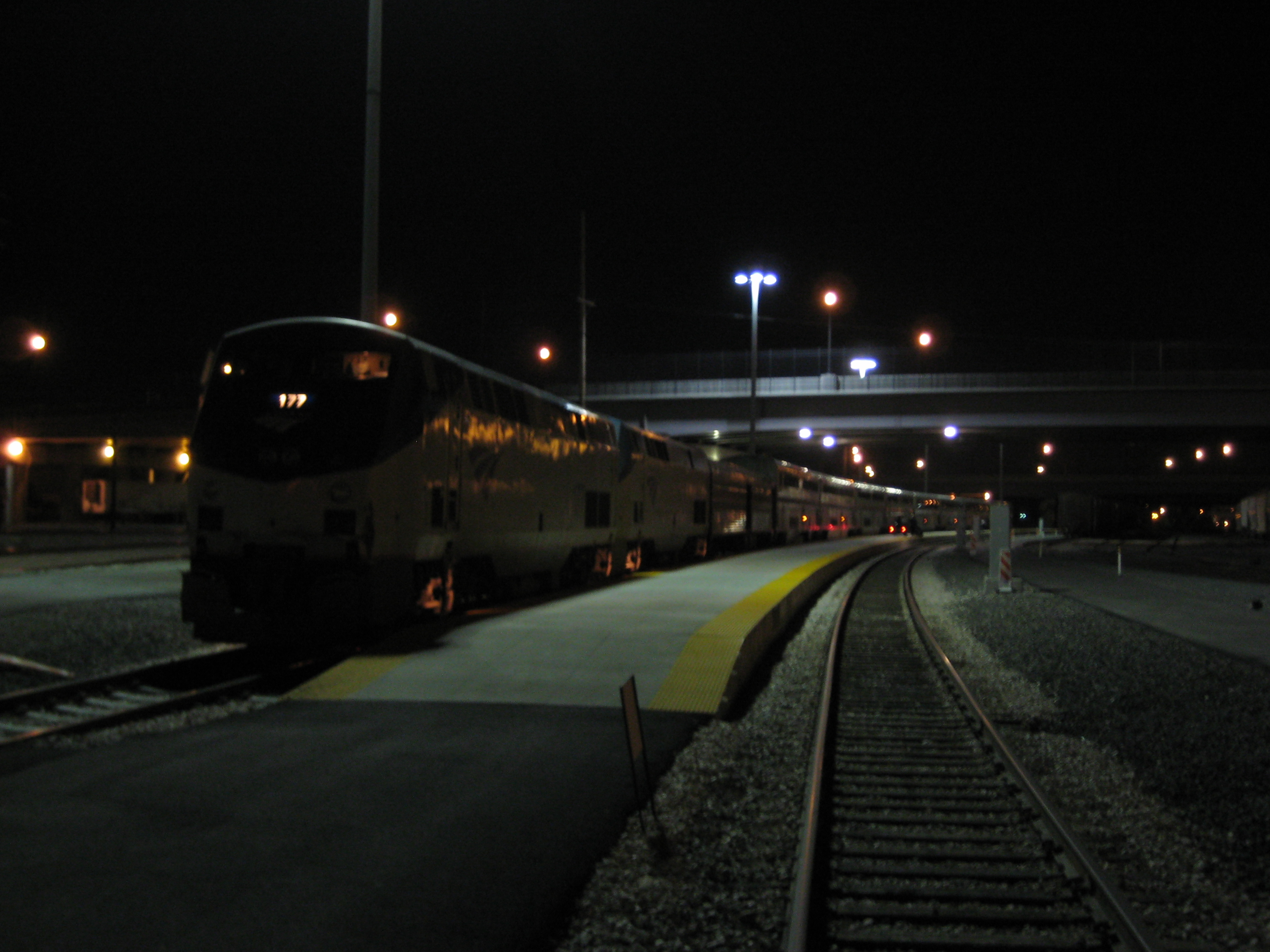
California Zephyr podczas nocnego postoju na stacji w Salt Lake City

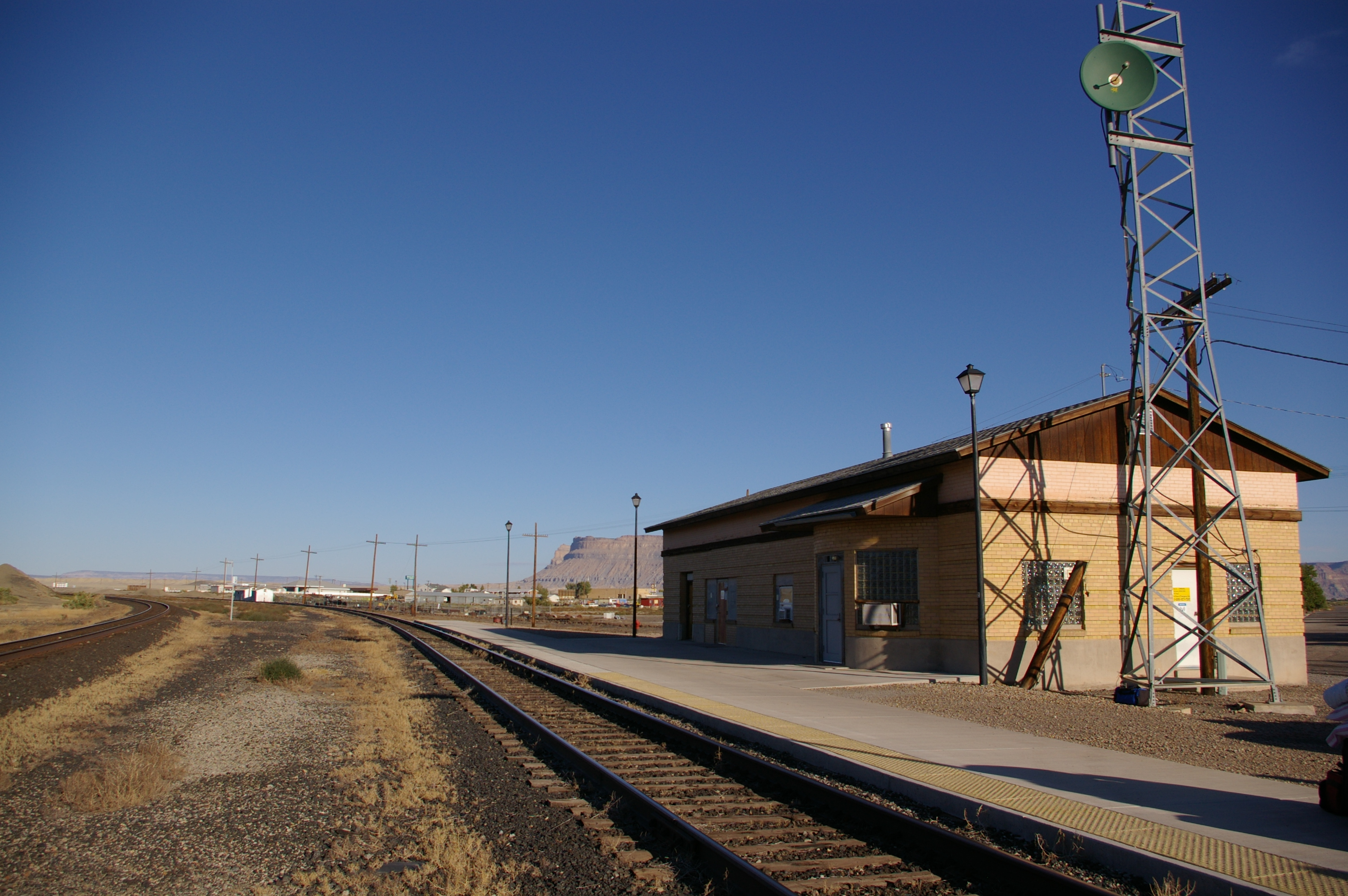
Green River - jedna z licznych na trasie maleńkich stacji amerykańskiego interioru

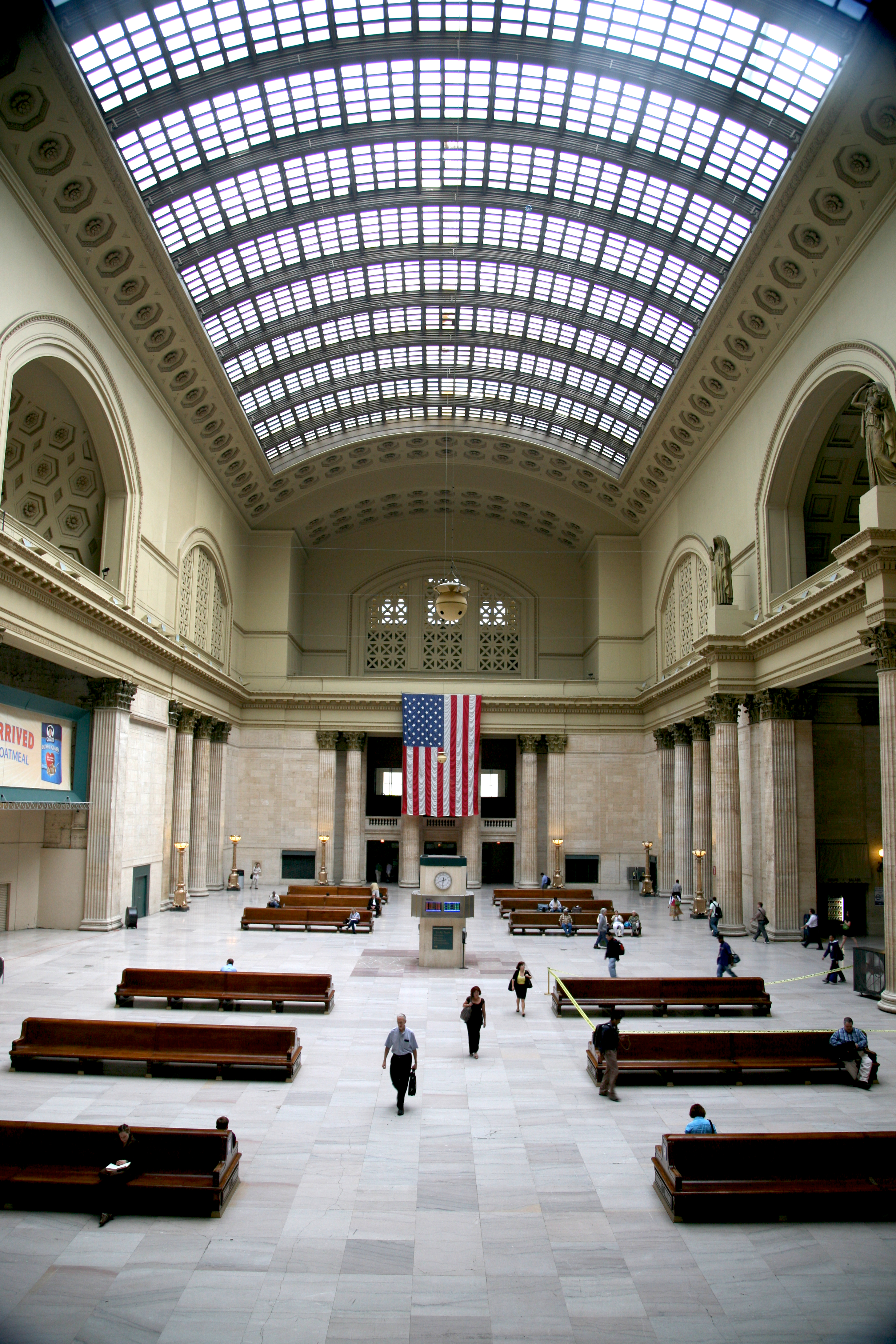
Chicago Union Station, wschodni kraniec trasy

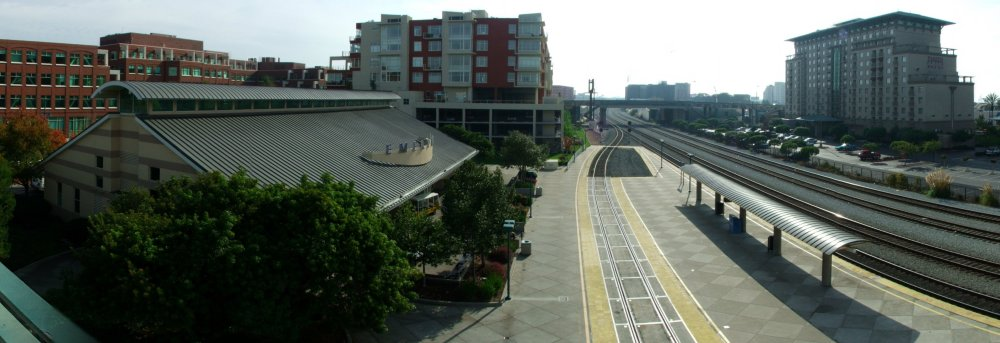
Stacja w Emeryville, zachodni kraniec trasy

California Zephyr – połączenie kolejowe o długości 3 924 km, łączące amerykańskie miasta Chicago i Emeryville, na przedmieściach San Francisco, obsługiwane przez państwowego przewoźnika Amtrak. Marka California Zephyr funkcjonuje na rynku kolejowym od 1949 roku, jednak w swej obecnej formie połączenie istnieje od 1983 roku. Aktualnie ma charakter przede wszystkim turystyczny, gdyż pod żadnym względem nie jest w stanie konkurować z ofertą linii lotniczych na tej samej trasie. Codziennie odjeżdża jeden pociąg w każdą stronę. Rozkładowy czas podróży wynosi 51 godzin i 20 minut, czyli ponad dwie doby. Linię obsługują składy złożone z wagonów z miejscami siedzącymi oraz wagonów sypialnych. Ciągną je lokomotywy typu AMD 103 Genesis firmy General Electric. W pociągach obowiązuje całkowita rezerwacja miejsc.

## Trasa
| lp. | nazwa stacji                  | miasto           | stan       |
| --- | ----------------------------- | ---------------- | ---------- |
| 1   | Chicago Union Station         | Chicago          | Illinois   |
| 2   | Naperville                    | Naperville       | Illinois   |
| 3   | Princeton                     | Princeton        | Illinois   |
| 4   | Galesburg                     | Galesburg        | Illinois   |
| 5   | Burlington                    | Burlington       | Iowa       |
| 6   | Mount Pleasant                | Mount Pleasant   | Iowa       |
| 7   | Ottumwa                       | Ottumwa          | Iowa       |
| 8   | Osceola                       | Osceola          | Iowa       |
| 9   | Creston                       | Creston          | Iowa       |
| 10  | Omaha                         | Omaha            | Nebraska   |
| 11  | Lincoln                       | Lincoln          | Nebraska   |
| 12  | Hastings                      | Hastings         | Nebraska   |
| 13  | Holdrege                      | Holdrege         | Nebraska   |
| 14  | McCook                        | McCook           | Nebraska   |
| 15  | Fort Morgan                   | Fort Morgan      | Kolorado   |
| 16  | Denver Union Station          | Denver           | Kolorado   |
| 17  | Fraser – Winter Park          | Fraser           | Kolorado   |
| 18  | Granby                        | Granby           | Kolorado   |
| 19  | Glenwood Springs              | Glenwood Springs | Kolorado   |
| 20  | Grand Junction                | Grand Junction   | Kolorado   |
| 21  | Green River                   | Green River      | Utah       |
| 22  | Helper                        | Helper           | Utah       |
| 23  | Provo                         | Provo            | Utah       |
| 24  | Salt Lake City Intermodal Hub | Salt Lake City   | Utah       |
| 25  | Elko                          | Elko             | Nevada     |
| 26  | Winnemucca                    | Winnemucca       | Nevada     |
| 27  | Reno                          | Reno             | Nevada     |
| 28  | Truckee                       | Truckee          | Kalifornia |
| 29  | Colfax                        | Colfax           | Kalifornia |
| 30  | Roseville                     | Roseville        | Kalifornia |
| 31  | Sacramento Valley             | Sacramento       | Kalifornia |
| 32  | Davis                         | Davis            | Kalifornia |
| 33  | Martinez                      | Martinez         | Kalifornia |
| 34  | Richmond                      | Richmond         | Kalifornia |
| 35  | Emeryville                    | Emeryville       | Kalifornia |